# 阿克普羅-米塞雷泰
6°33′45″N 2°35′7″E / 6.56250°N 2.58528°E
阿克普羅-米塞雷泰（法語：Akpro-Missérété），是貝寧的城鎮，位於該國東南部，由韋梅省負責管轄，面積79平方公里，海拔高度41米，2013年人口127,249，人口密度每平方公里1,611人。